# George Demetru
George Demetru (numele său real fiind cel de Dumitru Georgescu, menționat și Demetru Georgescu) (n. 9 decembrie 1905, București – d. 27 februarie 1984, București) a fost un actor român de teatru și film.
A primit titlul de Artist Emerit (1957).

## Roluri de teatru
Sursa: cimec.ro Arhivat în 8 februarie 2021, la Wayback Machine.
- Luna dezmoșteniților - ca Phil Hogan

## Filmografie
- O noapte furtunoasă (1943) - Chiriac
- Visul unei nopți de iarnă (1946)
- Desfășurarea (1954)
- Directorul nostru (1955)
- Fetița mincinoasă (1956)
- Râpa dracului (1957)
- Pasărea furtunii (1957)
- A fost prietenul meu (1961)
- Vacanță la mare (1963)
- Pași spre lună (1964)
- Străinul (1964)
- De-aș fi... Harap Alb (1965) - craiul Alb Împărat
- Frumoasele vacanțe (1968)
- Die Lederstrumpferzahlungen (1969) - Ismael Bush
- Mihai Viteazul (1971)
- Asediul (1971)
- Puterea și adevărul (1972)
- Pentru că se iubesc (1972)

## Distincții
Pentru meritele sale artistice, actorul George Demetru a primit următoarele distincții:
- Ordinul Muncii clasa a III-a (23 ianuarie 1953) „pentru merite deosebite, pentru realizări valoroase în artă și pentru activitate merituoasă”[2]
- Ordinul Muncii cl. a II-a (6 iulie 1956) „cu prilejul împlinirii a 10 ani de la înfințarea Teatrului Armatei, pentru merite deosebite în muncă”[1]
- titlul de Artist emerit al Republicii Populare Romîne (30 decembrie 1957) „cu prilejul împlinirii a 10 ani de la proclamarea Republicii Populare Romîne și pentru merite deosebite în activitatea cultural-artistică”[3]
- Ordinul Meritul Cultural clasa a II-a (6 noiembrie 1967) „pentru merite deosebite în domeniul artei dramatice”[4]